# Gordon de Quetteville Robin
Gordon de Quetteville Robin, född 1921 i Melbourne, Australien, död 2004, var fysiker vid Maudheimexpeditionen 1949–1952 och blev senare en av världens ledande glaciologer samt under åren 1958 till 1982 direktör för Scott Polar Research Institute (SPRI) vid Cambridges universitet i England.
Robin var utbildad vid Wesley College i Melbourne och vid Melbournes universitet där han tog Master`s Degree 1942. Direkt efter examen enrollerade han sig som löjtnant vid Royal Australian Naval Volunteer Reserve 1942 och tjänstgjorde mest vid konvojeskorter i farvattnen kring Australien och Nya Guinea. 1944 utlånades han till brittiska flottan och fick specialutbildning i ubåtstjänst. Han tjänstgjorde på ubåt i utanför Sydkina när kriget slutade, varefter han återgick till fysikstudier. Från november 1946 var han knuten till Falklandsöarnas forskningsstationer, först på Laurie Island, därefter på Sydorkneyöarna och sedan som chefsmeteorolog på Signy Island där han även deltog i kartläggningen av ön.
Under Maudheimexpeditionen deltog Robin under första året i meteorologiska undersökningar medan han tillsammans med Melleby och Swithinbank gjorde en 2½ månaders expedition från oktober 1951 med vessla ner till 74,3°S; 2710 m över havet, ungefär 620 km från Maudheim. Man finutvecklade under expeditionen metod att mäta isens tjocklek med hjälp av ljudmätningar, "seismisk lodning", efter sprängningar i isen och de fick en första orienterande kartläggning av is- och underliggande markförhållandena på Antarktis. Han disputerade på detta till doktorsgraden 1956. Robin utvecklade senare tillsammans med Stan Evans mätning av istjocklek med radioekoljudteknik (RES), som sedan blivit en standardmetod. Senare kom han att arbeta med metoder för mätningar med radar även från flyg och satellit.
Robin arbetade för ett internationellt geofysiskt år, (IGY), vilket blev halva 1957 och hela 1958. I linje med sitt organisatoriska arbete blev han år 1958 erbjuden chefskapet för SPRI, där han kom att verka för dess internationella inriktning och vikten av interkollegiala samarbete över nationsgränser fram till sin avgång 1982. SPRI utvecklades under denna tid till en internationellt ledande forskningsinstitution inom glaciologi och detta arbete ses av efterkommande som det kanske viktigaste Robin utförde.

## Utmärkelser
Robin tilldelades hedersdoktorat vid Stockholms universitet 1978. Bland andra utmärkelser kan nämnas Polarmedaljen 1950-52, Seligman Chrystal 1986 och den norska Maudheimmedaljen.